# Nafija Sarajlić
Nafija Sarajlić właśc. Nafija Hadžikarić (ur. 3 października 1893 w Sarajewie, zm. 15 stycznia 1970 tamże) – bośniacka pisarka.

## Życiorys
Pochodziła z rodziny muzułmańskich rzemieślników z Sarajewa. Była jednym z ośmiorga dzieci krawca Avdiji Hadžikaricia. Dzięki wsparciu ze strony ojca Nafija, podobnie jak jej cztery siostry uczyły się w szkole, przygotowując do zawodu nauczyciela. Po ukończeniu szkoły Nafija przez trzy lata pracowała w zawodzie nauczycielki szkoły powszechnej.
Tuż przed wybuchem I wojny światowej Nafija zaczęła publikować swoje pierwsze opowiadania. Dzięki wsparciu wydawcy Bekira Kalajdžicia w 1912 ukazało się jej autobiograficzne opowiadanie Rastanak w wydawanym w Mostarze piśmie Zeman. Kolejne opowiadania ukazały się na łamach magazynu Biser, dzięki wsparciu wydawcy Musy Ćazima Ćaticia. Była jedną z pierwszych kobiet w Bośni, publikujących utwory literackie. Tematyka jej utworów koncentrowała się wokół życia codziennego muzułmańskich kobiet w Bośni tuż przed I wojną światową i w jej trakcie.
W 1910 w wieku 17 lat Nafija Hadžikarić poślubiła znanego pisarza Šemsudina Sarajlicia (1870-1960), z którym miała pięcioro dzieci. Pisała do 1918. Po śmierci najstarszej córki Halidy Nafija przestała pisać i wycofała się z życia publicznego. W 1960 została wdową. Zmarła w Sarajewie w 1970.
Imię pisarki nosi jedna z ulic we wschodniej części Sarajewa, a także jedna ze szkół.

## Twórczość
- 1912: Rastanak
- 1918: Nekoliko stranica tebi (Kilka stron dla Ciebie)
- Kokošija pamet (Pamięć kurczaka)
- Kamen na cesti (Kamień na drodze)
- Jedan čas